# Honninggøge
Honninggøge (Indicatoridae) er en familie med 17 arter af små fugle (10-20 cm) i spættefuglenes orden. De er de eneste redesnyltere i denne orden og er desuden karakteriseret ved at have en speciel tarmflora, der gør dem i stand til at fordøje bivoks.
- Familie Honninggøge Indicatoridae
  - Slægt Indicator
    - Spættet honninggøg, Indicator maculatus
    - Skælstrubet honninggøg, Indicator variegatus
    - Sortstrubet honninggøg, Indicator indicator
    - Malajhonninggøg, Indicator archipelagicus
    - Gråbrystet honninggøg, Indicator minor
    - Tyknæbbet honninggøg, Indicator conirostris
    - Stumpnæbbet honninggøg, Indicator willcocksi
    - Sortskægget honninggøg, Indicator exilis
    - Pygmæhonninggøg, Indicator pumilio
    - Lys honninggøg, Indicator meliphilus
    - Himalayahonninggøg, Indicator xanthonotus

  - Slægt Melichneutes
    - Lyrehalet honninggøg, Melichneutes robustus

  - Slægt Melignomon
    - Gulbenet honninggøg, Melignomon eisentrauti
    - Grønbrystet honninggøg, Melignomon zenkeri

  - Slægt Prodotiscus
    - Mørkrygget honninggøg, Prodotiscus insignis
    - Grønrygget honninggøg, Prodotiscus zambesiae
    - Tyndnæbbet honninggøg, Prodotiscus regulus